# Defua-Ratten
Die Defua-Ratten (Dephomys) sind eine Nagetiergattung aus der Gruppe der Altweltmäuse (Murinae). Die Gattung umfasst zwei Arten.

## Merkmale
Defua-Ratten haben ein braunes Fell, die Flanken sind etwas heller und die Unterseite ist weiß. Das Gesicht ist lang und zugespitzt, die Ohren sind klein und faktisch unbehaart, der Schwanz ist sehr lang. Die Tiere erreichen eine Kopfrumpflänge von 11 bis 15 Zentimetern, der Schwanz misst 18 bis 22 Zentimeter und das Gewicht beträgt 30 bis 60 Gramm.

## Verbreitung und Lebensweise
Defua-Ratten sind im westlichen Afrika beheimatet, ihr Verbreitungsgebiet reicht von Sierra Leone bis Ghana. Sie bewohnen tropische Wälder und bevorzugen dabei sumpfige, mit dichter Vegetation bestandene Gebiete. Sie sind nachtaktiv und können gut klettern. Die Nahrung dieser Tiere besteht vorwiegend aus Früchten, sie nehmen aber auch Insekten zu sich.

## Systematik
Die Defua-Ratten sind eine eigenständige Gattung innerhalb der Altweltmäuse. Die Gattung wurde 1926 von Oldfield Thomas wissenschaftlich beschrieben und bestand zu diesem Zeitpunkt nur aus der von Gerrit Smith Miller im Jahr 1900 als Mus defua beschriebenen Defua-Ratte, heute Dephomys defua, die von Sierra Leone bis Ghana verbreitet ist. Als zweite Art wurde 1967 die Liberianische Defua-Ratte (Dephomys eburnea) beschrieben, die nur in Liberia und der Elfenbeinküste vorkommt.
Die Gattung wird gemeinsam mit einigen weiteren der Tribus Arvicanthini zugeordnet und bildet darin ein gemeinsames Taxon mit der Zielratte (Stochomys longicaudatus) und den Streifenmäusen (Hybomys), das als Hybomys-Gruppe bezeichnet wird, wobei erstere als Schwesterart zu den Defua-Ratten betrachtet wird.

## Gefährdung
Die IUCN trennt die beiden Arten nicht auf und klassifiziert sie als gemeinsame Art. In der Roten Liste gilt diese  als „nicht gefährdet“ (least concern).

## Belege
1. 1 2 3  Genus Dephomys. In: Don E. Wilson, Thomas E. Lacher, Jr, Russell A. Mittermeier: Handbook of the Mammals of the World: Rodents II. Band 7. Lynx Edicions, 2017, ISBN 978-84-16728-04-6; S. 753–754.
2. ↑  Oldfield Thomas: The generic position of certain African Muridae hitherto referred to Aethomys and Praomys. Annals and Magazine of Natural History, Ser. 9 17, 1926; S. 174–179. doi:10.1080/00222932608633387
3. ↑  Severin Uebbing: Stochomys longicaudatus (Rodentia: Muridae). Mammalian Species 51 (974), 9 August 2019; S. 26–33. doi:10.1093/mspecies/sez004
4. ↑  Dephomys defua in der Roten Liste gefährdeter Arten der IUCN 2022. Eingestellt von: P.J. Taylor, 2016. Abgerufen am 4. Februar 2022.